# Вижняни
Вижня́ни (давніше також Вижляни) — село в Україні, в Глинянській міській громаді, Львівського району, Львівської області. Орган місцевого самоврядування — Глинянська міська рада. Населення становить 333 особи.

## Історія
Власниками села в XIV-XV століттях були давньоукраїнські (руські) феодали: боярин «Ходко Лоєвич з Вижнян», шляхтич Грицько Кердейович.
Римо-католицьку парафію у 1400 році заснували Ян Клюс гербу Шренява та його дружина Малґожата.
Шляхтич Миколай Клюс (гербу Шренява) 1440 року підписувався «з Вижнян», а власником у XVII столітті був майбутній київський каштелян Ярош (Геронім) Станіслав Куропатніцький гербу Нечуя.
Руський чесник Юзеф з Ольшова Ольшевський купив у Александера Домініка Ґедзінського маєток Вижняни, контракт уклали в Галичі 26 вересня 1716 року. 1720 року Вижнянам було надано Магдебурзьке право і разом з цим місто отримало дозвіл проводити 4 ярмарки щорічно.
Август Олександр Чарторийський купив маєток 1762 року.
У другій половині XIX століття селище мало власну символіку — печатку з зображенням колісного плуга.
Станом на середину 1920-х років Вижняни ще мали статус містечка.
Директором місцевої державної двокласової школи у 1926 році була Антоніна Гаас, а другим вчителем — Гелена Лянгнер.
На 1 січня 1939 року у селі мешкало 1150 осіб, з них: 630 українців, 20 поляків, 480 латинників та 20 юдеїв. Село належало до ґміни Куровіце Перемишлянського повіту Тернопільського воєводства Польської республіки. Під час Другої світової війни та у повоєнний час село піддавалося терору з боку окупантів за підтримку ОУН-УПА.
При підозрі у допомозі, співчуванню повстанцям чи ворожому ставленню до радянської влади в перші після воєнні роки було репресовано, вислано до таборів на Сибір мешканців села:
1. АДАМІВ Василь Степанович, 1900, ур. с. Куровичі, мешк. с. Вижняни, українець, освіта початкова, селянин. Учасник Другої світової війни у рядах РСЧА. 28.07.1947 заарештований УМДБ у Львівській обл. за співпрацю з ОУН і УПА (ст. 20, 54-1а; 54-11 КК УРСР). 1.10.1947 ОН при МДБ засуджений на 10 р. ВТТ з обмеженням у правах на 3 р. Даних про подальшу долю нема. Реабіліт. Львів. обл. прок. 13.07.1993. АУСБУЛО, П-30169.
2. ВАСИЛЬЦІВ Ганна Іванівна, 1900, ур. с. Вижняни, мешк. с. Печенія, українка, освіта початкова, селянка. 21.10.1947 виселена як член сім’ї учасника підпілля УПА у м. Кисельовськ, Кемеровська обл. Звільнена 2.03.1960. Реабіліт. ЗУ від 17.04.1991. АГУМВСУЛО, Р-31773.
3. ДУЛІБА Маркіян Миколайович, 1943, с. Вижняни, українець. 21.10.1947 виселений як член сім’ї учасника підпілля УПА у м. Кисельовськ, Кемеровська обл. Звільнений 30.07.1956. Реабіліт. ЗУ від 17.04.1991.АГУМВСУЛО, Р-30539.
4. ДУЛІБА Микола Миколайович, 1902, ур. с. Заставне, мешк. с. Вижняни, українець,освіта початкова, селянин. 21.10.1947 виселений як член сім’ї учасника підпілля УПА у м. Кисельовськ, Кемеровська обл. Звільнений 30.07.1956. Реабіліт. ЗУ від 17.04.1991.АГУМВСУЛО, Р-30539.
5. ЗЕЛІНСЬКА Теодозія Кирилівна, 1875, с. Вижняни, українка, неписьменна, селянка. 21.10.1947 виселена як член сім’ї учасника підпілля УПА у м. Кисельовськ, Кемеровська обл. Померла на спецпоселенні. Реабіліт. ЗУ від 17.04.1991. АГУМВСУЛО, Р-30539.
6. КЕЦ Михайло Петрович, 1928, с. Вижняни, українець, освіта початкова, селянин. 26.02.1948 заарештований Глинянським РВ МДБ за антирадянську діяльність (ст. 54-1а КК УРСР). 26.05.1948 ВТ військ МВС засуджений на 25 р. ВТТ з обмеженням у правах на 5 р.; ПівнічноСхідний ВТТ, Магаданська обл. Звільнений 12.10.1955 з табору і направлений на спецпоселення. Реабіліт. Львів. обл. прок. 30.03.1994.АУСБУЛО, П-32170.
7. КУТНА Євгенія Герасимівна, 1907, ур. с. Вижняни, мешк. м. Глиняни, українка, освіта початкова, робітниця. 27.09.1949 виселена за співпрацю з ОУН і УПА в Амурську обл. Звільнена 2.07.1958. Реабіліт. ЗУ від 17.04.1991.АГУМВСУЛО, Р-16505.
8. КУТНИЙ Василь Степанович, 1933, с. Вижняни, українець, освіта початкова, робітник (автослюсар). 27.09.1949 виселений за співпрацю з ОУН і УПА в Амурську обл. Звільнений 22.05.1958. Реабіліт. ЗУ від 17.04.1991. АГУМВСУЛО, Р-16505.
9. КУТНИЙ Григорій Степанович, 1930, с. Вижняни, українець, освіта початкова, робітник (автослюсар). 27.09.1949 виселений за співпрацю з ОУН і УПА в Амурську обл. Звільнений 10.07.1958. Реабіліт. ЗУ від 17.04.1991. АГУМВСУЛО, Р-16505.
10. КУТНИЙ Зіновій Степанович, 1948, с. Вижняни, українець. 27.09.1949 виселений за співпрацю сім’ї з ОУН і УПА в Амурську обл. Звільнений 2.07.1958. Реабіліт. ЗУ від 17.04.1991.АГУМВСУЛО, Р-16505.
11. КУТНИЙ Роман Григорович, 1913, с. Вижняни, українець, освіта початкова, селянин, Учасник Другої світової війни у рядах РСЧА. 14.10.1944 заарештований ВКР «Смерш» 60-ї армії за антирадянську діяльність (ст. 19, 58-1б КК РРФСР). Засуджений до ВМП – розстрілу. 2.12.1944 ВТ 1-го Українського фронту ВМП замінена на 10 р. ВТТ з обмеженням у правах на 3 р. Звільнений 24.06.1954 з табору і направлений на спецпоселення. Реабіліт. Львів. обл. прок. 30.03.1993. АУСБУЛО, П-29424.
12. КУТНИЙ Степан Андрійович, 1899, с. Вижняни, українець, освіта початкова, селянин (тесля). 27.09.1949 виселений за співпрацю з ОУН і УПА в Амурську обл. Звільнений 2.07.1958. Реабіліт. ЗУ від 17.04.1991.АГУМВСУЛО, Р-16505.
13. ЛОБОДИНСЬКИЙ Андрій Якимович,1896, с. Вижняни, українець, освіта початкова, селянин. 5.06.1947 заарештований УМДБ у Львівській обл. за співпрацю з ОУН і УПА (ст. 20, 54-1а; 54-11 КК УРСР). 10.07.1947 ОН при МДБ засуджений на 10 р. ВТТ з обмеженням у правах на 5 р.; Дубравний ВТТ, ст. Потьма, Мордовська АРСР. Звільнений 10.05.1956 з табору і направлений на спецпоселення. Реабіліт. Львів. обл. прок. 3.06.1992. АУСБУЛО, П-24694.
14. ЛОБОДИНСЬКИЙ Василь Іванович, 1884, с. Вижняни, українець, освіта початкова, селянин. Учасник підпілля УПА. 4.09.1944 заарештований Глинянським РВ НКВС (ст. 54-1а, 54-11 КК УРСР). 31.12.1944 етапований у спецтабір НКВС, для фільтрації. Даних про подальшу долю нема. Реабіліт. ЗУ від 17.04.1991. АУСБУЛО, П-4978.
15. НИЧ Роман Павлович, 1900, с. Вижняни, українець, освіта початкова, селянин, секретар сільради. 5.06.1947 заарештований УМДБ у Львівській обл. за співпрацю з ОУН і УПА (ст. 20, 54-1а КК УРСР). 10.07.1947 ОН при МДБ засуджений на 5 р. ВТТ з обмеженням у правах на 3 р. (ст. 54-12 КК УРСР); Дубравний ВТТ, ст. Потьма, Мордовська АРСР. Звільнений 7.06.1952 з табору і направлений на спецпоселення. Реабіліт. Львів. обл. прок. 3.06.1992. АУСБУЛО, П-24694.
16. ОБРУБАНСЬКА Анастасія Іванівна, 1914, с. Вижняни, українка, освіта початкова, селянка. 28.04.1949 виселена за співпрацю з ОУН і УПА у Хабаровський край. Звільнена 5.09.1958. Реабіліт. ЗУ від 17.04.1991. АГУМВСУЛО, Р-17237.
17. ОБРУБАНСЬКА Ганна Федорівна, 1937, с.Вижняни, українка, освіта початкова. 28.04.1949 виселена за співпрацю сім’ї з ОУН і УПА у Хабаровський край. Звільнена 30.04.1958. Реабіліт. ЗУ від 17.04.1991. АГУМВСУЛО, Р-17237.
18. ОБРУБАНСЬКИЙ Федір Дементійович,1906, с. Вижняни, українець, неписьменний, селянин. 31.05.1947 заарештований УМДБ у Львівській обл. за співпрацю з ОУН і УПА (ст. 20, 54-1а; 54-11 КК УРСР). 10.07.1947 ВТ військ МВС засуджений на 10 р. ВТТ з обмеженням у правах на 5 р. Звільнений 22.04.1954 з табору і направлений на спецпоселення у Хабаровський край. Звільнений 5.09.1958. Реабіліт. Львів. обл. прок. 3.06.1992. АУСБУЛО, П-24694.
19. ОБРУБАНСЬКИЙ Ярослав Федорович,1939, с. Вижняни, українець, учень. 28.04.1949 виселений за співпрацю сім’ї з ОУН і УПА у Хабаровський край. Звільнений 6.09.1954. Реабіліт. ЗУ від 17.04.1991. АГУМВСУЛО, Р-17237.
20. ПАЦЮРКО Роман Петрович, 1907, с. Вижняни, українець, освіта початкова, селянин. Учасник підпілля УПА. 23.10.1944 заарештований Глинянським РВ НКВС (ст. 54‑1а, 54-11КК УРСР). Звільнений 16.02.1945 за відсутністю доказів і направлений у спецтабір НКВС для фільтрації. 3.05.1947 заарештований вдруге УМДБ у Львівській обл. за співпрацю з ОУН і УПА (ст. 20, 54-1а; 54-11 КК УРСР). 10.07.1947 ОН при МДБ засуджений на 7 р. ВТТ з обмеженням у правах на 3 р.;Печорський ВТТ, ст. Печора, Комі АРСР. Звільнений 19.04.1954 з табору і направлений на спецпоселення. Реабіліт. Львів. обл. прок. 3.06.1992. АУСБУЛО, П-24694.
21. РУТОВИЧ Ганна Павлівна, 1927, с. Вижняни, українка, освіта початкова, селянка. 27.09.1949 виселена за співпрацю з ОУН і УПА в Алданський р-н, Якутська АРСР. Звільнена 29.01.1957 і виїхала у Польщу. Реабіліт. ЗУ від 17.04.1991. АГУМВСУЛО, Р-25604.
22. РУТОВИЧ Зенон, 1938, с. Вижняни, поляк, учень. 27.09.1949 виселений за співпрацю сім’ї з ОУН і УПА в Алданський р-н, Якутська АРСР. Звільнений 29.01.1957 і виїхав у Польщу. Реабіліт. ЗУ від 17.04.1991. АГУМВСУЛО, Р-25604.
23. РУТОВИЧ Катерина Іванівна, 1904, ур. с. Куровичі, мешк. с. Вижняни, українка, неписьменна, селянка. 15.10.1947 заарештована Глинянським РВ МДБ за співпрацю з ОУН і УПА (ст. 20, 54-1а КК УРСР). 23.12.1947 ОН при МДБ засуджена на 10 р. ВТТ з обмеженням у правах на 5 р.; Дубравний ВТТ, ст. Потьма, Мордовська АРСР. Звільнена 3.07.1956 з табору і направлена на спецпоселення. Реабіліт. Львів. обл. прок. 12.08.1993. АУСБУЛО, П-30496.
24. РУТОВИЧ Катерина Павлівна, 1940, с. Вижняни, українка, учениця. 27.09.1949 виселена за співпрацю сім’ї з ОУН і УПА у Алданський р-н, Якутська АРСР. Звільнена 29.01.1957 і виїхала у Польщу. Реабіліт. ЗУ від 17.04.1991. АГУМВСУЛО, Р-25604.
25. РУТОВИЧ Марія Павлівна, 1949, с. Вижняни, українка. 27.09.1949 виселена за співпрацю сім’ї з ОУН і УПА в Алданський р-н, Якутська АРСР. Звільнена 29.01.1957 і виїхала у Польщу. Реабіліт. ЗУ від 17.04.1991.АГУМВСУЛО, Р-25604.
26. РУТОВИЧ Олексій, 1931, с. Вижняни, поляк, освіта початкова, селянин. 27.09.1949 виселений за співпрацю з ОУН і УПА в Алданський р-н, Якутська АРСР. Звільнений 29.01.1957 і виїхав у Польщу. Реабіліт. ЗУ від 17.04.1991.АГУМВСУЛО, Р-25604.
27. РУТОВИЧ Павлина Дмитрівна, 1902, с. Вижняни, українка, освіта початкова, селянка. 27.09.1949 виселена за співпрацю з ОУН і УПА в Алданський р-н, Якутська АРСР. Померла 1.08.1953. Реабіліт. ЗУ від 17.04.1991. АГУМВСУЛО, Р-25604.
28. РУТОВИЧ Павло, 1897, с. Вижняни, поляк, освіта початкова, робітник (моторист. 27.09.1949 виселений за співпрацю з ОУН і УПА в Алданський р-н, Якутська АРСР. Помер 1.08.1953. Реабіліт. ЗУ від 17.04.1991.АГУМВСУЛО, Р-25604.
29. РУТОВИЧ Петро, 1899, с. Вижняни, поляк, освіта початкова, селянин. 15.05.1947 заарештований УМДБ у Львівській обл. за співпрацю з ОУН і УПА (ст. 20, 54-1а; 54-11 КК УРСР). 10.07.1947 ВТ військ МВС (із застосуванням санкції ст. 2 Указу Президії ВР СРСР від 19.04.1943) засуджений на 15 р. каторжних робіт з обмеженням у правах на 5 р. 25.08.1947 ВТ військ МВС термін зменшений до 10 р. ВТТ., Дубравний ВТТ, ст. Потьма, Мордовська АРСР. Звільнений 2.07.1956 з табору і направлений на спецпоселення. Реабіліт. Львів. обл. прок. 3.06.1992. АУСБУЛО, П-24694.[18]

## Населення

### Мова
Розподіл населення за рідною мовою за даними перепису 2001 року:
| Мова       | Кількість | Відсоток |
| ---------- | --------- | -------- |
| українська | 333       | 100%     |

## Пам'ятки

### Костел святого Миколая
Костел святого Миколая, фундований Грицьком Кердейовичем. Він є одним із найстарших у Львівській архидієцезії РКЦ. У 1648 році татари спалили костел. Його було відновлено у 1651 році коштом власника села — шляхтича Яроша (Героніма) Станіслава Куропатніцького гербу Нечуя та його братів: рідного Анджея Міхала, зведеного Марціна з Панкрацевичів Грабянки. Світлину можна побачити у праці Александера Чоловського та Януша Богдана «Przeszłość і zabytki województwa tarnopolskiego».
У міжвоєнний період був перебудований за проєктом Броніслава Віктора. Інтер'єри розписали Станіслав Тейсейр, Роман та Маргіт Сельські. Фіґура святого Йосифа, яка розташована на фасаді костелу, виконана скульптором Мар'яном Внуком. Від 1948 року костел використовувався, як склад.

## Відомі люди
- Ґаватович Якуб — польський письменник, церковний і культурно-освітній діяч, мешкав тут.[23]
- Єронім-Антоній Шептицький — єпископ РКЦ, народився у Вижнянах[24].